# Zbudov (przystanek kolejowy)
Zbudov – przystanek kolejowy w miejscowości Zbudov, w kraju południowoczeskim, w Czechach. Znajduje się na linii 190 Pilzno - Czeskie Budziejowice, na wysokości 390 m n.p.m..  

## Linie kolejowe
- 190: Pilzno – Czeskie Budziejowice